# Marc de Bade
Marc de Bade (ou Markus von Baden) né en 1434 et mort le 1er septembre 1478, est margrave de Bade, chanoine et chorévêque (ou archidiacre).

## Famille
Il est le fils du margrave Jacques Ier de Bade et de son épouse Catherine de Lorraine et a les frères et sœurs suivants :
- Charles (* 1427; † 24 février 1475 à Pforzheim) épousa Catherine d'Autriche à Pforzheim en 1447.
- Bernard (* 1428 à Pforzheim ; † 12 juillet 1458 à Moncalieri en Italie du Nord), béatifié.
- Jean (* 1434; † 9 février 1503 à Ehrenbreitstein), archevêque et électeur de Trèves.
- Georges (* 1433; † 11 février 1484 à Moyen), évêque de Metz.
- Marguerite (* 1431; † 24 octobre 1457 à Ansbach) épousa Albrecht III de Brandebourg à Heilsbronn en 1446
- Mathilde († 1485), abbesse à Sainte Maria Magdalena de Trêves.
- Rudolf, frère illégitime

## Vie et œuvres
Il est destiné au clergé, tout comme ses frères Jean et Georges. Avec ceux-ci, il reçoit la tonsure de l'évêque auxiliaire de Spire, Petrus Spitznagel (de) le 23 novembre 1445 au château de Hohenbaden[1] et ils étudient ensemble à partir de 1452 à l'université d'Erfurt, à partir de 1454 à l'Université de Padoue et à partir de 1456 à l'université de Cologne.
Marc de Bade est reçu chanoine prébendaire à Wurtzbourg en 1455, qu'il conserve jusqu'à la fin de sa vie. Le 3 août 1456, il est promu scolastre de la cathédrale de Spire, dont il démissionne le 9 mars 1458. Le 5 décembre 1459, il est domicellarius à Mayence et le 26 mars 1460, il est élu prévôt de Saint-Florin à Coblence. Il conserve également ces deux fonctions jusqu'à sa mort. En 1459, il prend possession du diocèse de Metz pour son frère Georges et est capturé avec lui lors de la bataille de Pfeddersheim (querelle de l'abbaye de Mayence) en 1460.
À la demande d'opposants influents à l'évêque liégeois Louis de Bourbon, Marc de Bade reprend l'administration de son diocèse en 1465, mais ne peut s'affirmer ni sur le plan ecclésiastique ni politique et renonce à ses fonctions en 1468.
En 1469, il apparaît comme cellarius dans le diocèse de Strasbourg, où il devient également membre du chapitre de la cathédrale en 1477. Le 23 août 1470, il prête serment comme chanoine à Cologne et en 1473, il est promu chorévêque (ou archidiacre).

## Sources
- August Benedikt Michaelis, Julius Wilhelm Hamberger, Einleitung zu einer vollständigen Geschichte der Chur- und Fürstlichen Häuser in Teutschland, Tome 3, pp. 82-83, Lemgo, 1785 (lire en ligne)
- Gerhard Fouquet, Das Speyerer Domkapitel im späten Mittelalter (ca. 1350–1540) , Verlag der Gesellschaft für mittelrheinische Kirchengeschichte, Mayence, 1987, pp. 329-330